# Morrano (Italia)
Morrano es una localidad del municipio de Orvieto en la provincia de Terni, Italia.
- Datos: Q3863183